# Acanthometropus pecatonica
Acanthometropus pecatonica es una especie extinta de insecto efemeróptero de la familia Acanthametropodidae. Originalmente fue incluida en el género Metreturus.

## Distribución geográfica
Era oriunda de Estados Unidos siendo la única especie de su género que habita en el Neártico.